# Stadionul Eugen Popescu
Stadionul „Eugen Popescu”  se află în orașul Târgoviște, la doar câteva sute de metri de Turnul Chindiei și Curtea Domnească fiind în prezent cea mai importantă arenă din județul Dâmbovița. 
Vechea arenă, având inițial o singură tribună ce nu depășea 4.000 de locuri, a fost inaugurată la sfârșitul anului 1949. De-a lungul timpului, acest stadion a fost extins, ajungând să găzduiască în anii '70-'80-'90 meciuri care aveau asistențe ce depășeau cu mult 20.000 de spectatori.
Cea mai importantă modernizare a avut loc în perioada iulie 2019 - mai 2023, când stadionul a fost reconstruit aproape în întregime, avându-se în vedere aducerea acestuia la nivelul standardelor UEFA. Astfel, fosta tribună a doua, care stătea să se prăbușească, a fost demolată, reconstruită din temelii și acoperită, tribuna întâi a fost băgată în reparații capitale, iar în locul peluzei demolate nu s-a mai construit nimic. Proiectul a costat 15 milioane de euro, deși inițial era estimat la 6,7 milioane. Cauzele acestor cheltuieli suplimentare sunt mai multe, de la creșterea prețului la materialele de construcție, până la modificarea proiectului inițial ca urmare a unor lucrări de consolidare neprevăzute la tribuna întâi unde între timp s-a constatat că și aceasta este în pericol de prăbușire parțială.
În prezent, stadionul municipal din Târgoviște se numește „Eugen Popescu” și are o capacitate de aproximativ 8.400 de locuri, toate pe scaune. Stadionul Eugen Popescu găzduiește meciurile de fotbal ale echipei Chindia Târgoviște, meciuri internaționale ale echipelor naționale de tineret, dar și numeroase competiții de atletism la nivel județean.  Inaugurarea noului stadion a avut loc pe 19 mai 2023 cu partida de Liga I dintre Chindia Târgoviște și FC Voluntari, partidă care a consemnat retrogradarea Chindiei în Liga a II-a. Acest meci s-a jucat cu casa închisă, toate cele 7200 de bilete fiind vândute înaintea meciului. Noul stadion Eugen Popescu are în dotare o instalație de nocturnă cu tehnologie led (1.800 lucși), tribune acoperite, gazon natural cu instalație de degivrare, acces prin turnicheți, supraveghere video și 2 tabele multimedia. Stadionul dispune de o parcare proprie cu 270 de locuri (+8 locuri pentru persoanele cu dizabilități).

## Media
- sala conferință presă - 30 locuri
- spațiu lucru media cu 20 posturi
- 8 posturi comentatori radio-tv
- masa presei - 48 locuri
- supraveghere video obiectiv cu 134 camere

## Evenimente
| Partide internaționale de fotbal | Partide internaționale de fotbal | Partide internaționale de fotbal | Partide internaționale de fotbal | Partide internaționale de fotbal | Partide internaționale de fotbal |
| Data                             | Competiția                       | Acasă                            | Deplasare                        | Scor                             | Spectatori                       |
| -------------------------------- | -------------------------------- | -------------------------------- | -------------------------------- | -------------------------------- | -------------------------------- |
| 7 septembrie 2023                | Elite League U20                 | România                          | Cehia                            | 2 - 0                            | 3.432                            |
| 21 martie 2024                   | Elite League U20                 | România                          | Italia                           | 0 - 0                            | 7.125                            |
| 26 martie 2024                   | Elite League U20                 | România                          | Polonia                          | 1 - 1                            | 6.034                            |
| 6 septembrie 2024                | Preliminarii Euro U21            | România                          | Muntenegru                       | 1 - 0                            | 5.954                            |
| 14 octombrie 2024                | Amical U20                       | România                          | Elveția                          | 2 - 2                            | 2.057                            |
| 14 noiembrie 2024                | Elite League U20                 | România                          | Portugalia                       | 1 - 1                            | 2.500                            |
| 25 martie 2025                   | Elite League U20                 | România                          | Turcia                           | 3 - 1                            | 1.100                            |